# Ehe (Flussname)
Ehe ([ˈeːə] ) ist ein besonders in Ostfriesland häufiger Flussname. 
Er bezeichnet ein fließendes, kleines Gewässer, wie zum Beispiel die Sandhorster Ehe oder die Westerender Ehe. Der Name ist von der altfriesischen Bezeichnung ē für „Fluss“ oder „Wasser“ abgeleitet und mit dem althochdeutschen Wort aha verwandt, das in abgewandelter Form als Flussname oder Flussnamensbestandteil Aa, Aach, Ach, -ach, Ache(n), -ache(n) heute zahlreich im gesamten deutschen Sprachraum vertreten ist.
Nach dem Deutschen Gewässernamenbuch von Albrecht Greule gibt es für einen Teil der Flussnamen Ehe dasselbe Etymon:
- Der Name des auch (Große) Ehe genannten Ehebachs, linker Zufluss der Aisch unterhalb von Neustadt an der Aisch, gehe auf ein 1023 belegtes Eha zurück, das sich über Ee zur heutigen Namensform entwickelt hat.
- Der Name eines rechten Zuflusses der Ems – gemeint ist wohl die heute über künstliche Unterläufe anderen Namens in Emden in den Dollart mündende Westerender Ehe – geht auf ein älteres Ee zurück, das 1312 im Kompositum Emutha ‚Ehe-Mündung‘ belegt ist, im 9. Jahrhundert noch als Amuthon.

Daneben aber gebe es auch Gewässer mit dem Namen Ehe, Ehebach usw., der in diesem Fall auf die im heutigen Wort Ehe enthaltene Wurzel des Bedeutung Recht, Gesetz zurückgehe. Benennungsmotiv war, dass die Gewässer territoriale Grenzen waren oder in der Nähe von solchen verliefen.